# Bass Bumpers
Bass Bumpers são uma equipe de DJs e produtores musicais originalmente vindos da Alemanha e cujo estilo varia entre o dance e o techno. Tem como membros: Henning Reith, Caba Kroll, CJ Stone, George Dee, Akira Yamamoto e Reinhard "DJ Voodoo" Raith. Seus principais sucessos foram: "Good Fun", "The Music's Got Me" (número 36 na parada Hot Dance Club Songs da Billboard em 1992), "Move to the Rhythm" e "Rhythm Is A Dancer (2003)" com o Snap!. Talvez o maior do sucesso do grupo foi o remake de "Axel F" do personagem Crazy Frog.
Em 1992 produziram algumas canções para o álbum "Cadavrexquis" de Amanda Lear.
Suas próprias canções, "The Music's Got Me" (1992) e "Runnin'" (1993) foram sucessos menores na parada UK Singles Chart.
Em 2015, o grupo lançou novos remixes de "The Music's Got Me" com North2South, La Chord e Taito Tikaro.

## Discografia

### Álbuns
- 1992: Advance

| Faixa | Canção                                   | Duração |
| ----- | ---------------------------------------- | ------- |
| 1     | The Music's Got Me                       | 05:54   |
| 2     | Get The Big Bass                         | 04:05   |
| 3     | Touch Me                                 | 04:02   |
| 4     | Don't Fight The Feeling                  | 06:45   |
| 5     | Move To The Rhythm                       | 04:11   |
| 6     | Give Yourself To Me                      | 04:13   |
| 7     | Can't Stand Still                        | 04:02   |
| 8     | The M.E.L.L.O.                           | 04:30   |
| 9     | Mystery                                  | 05:42   |
| 10    | Can't Stop Moving Around                 | 05:34   |
| 11    | Touch Me (Factory Dub Mix) - Bonus Track | 06:30   |

- 1993: Recouped Advance
- 1995: The Best of
- 2004: Dance History

### Singles
| 1990                                          | "Can't Stop Dancing" | —  | —  | —  | —  | Advance          |
| 1991                                          | "Get the Big Bass"   | —  | —  | —  | —  | Advance          |
| 1992                                          | "The Music's Got Me" | 16 | —  | —  | 25 | Advance          |
| 1992                                          | "Move to the Rhythm" | 37 | —  | 40 | —  | Advance          |
| 1992                                          | "Mega Bump"          | —  | —  | —  | —  | Apenas single    |
| 1993                                          | "Runnin'"            | 36 | —  | —  | 68 | Recouped Advance |
| 1994                                          | "Good Fun"           | —  | —  | 39 | —  | Apenas singles   |
| 1995                                          | "Keep on Pushing"    | —  | 94 | —  | —  | Apenas singles   |
| "—" denota que o disco não entrou nas paradas |                      |    |    |    |    |                  |